# 민 (이집트 신화)
민(Min)은 기원전 4천년 고대 이집트 왕조 시작 전부터 숭배된 신이다. 그는 다양한 모습으로 표현되지만, 주로 곤두선 음경과 도리깨질을 가지고 있는 신의 모습으로 그려진다. 그는 크눔과 같이 다산을 상징하는 신으로서 나일강의 기름진 진흙을 상징하는 검은 피부를 지니고 있으며, "모든 신과 남자를 만든 신"이라고 불리었다. 민은 고대 이집트 콥토스와 아크밈에서 강력히 숭배되었다. 그는 종종 동쪽의 사막과 호루스와 혼합되었다.

## 신화

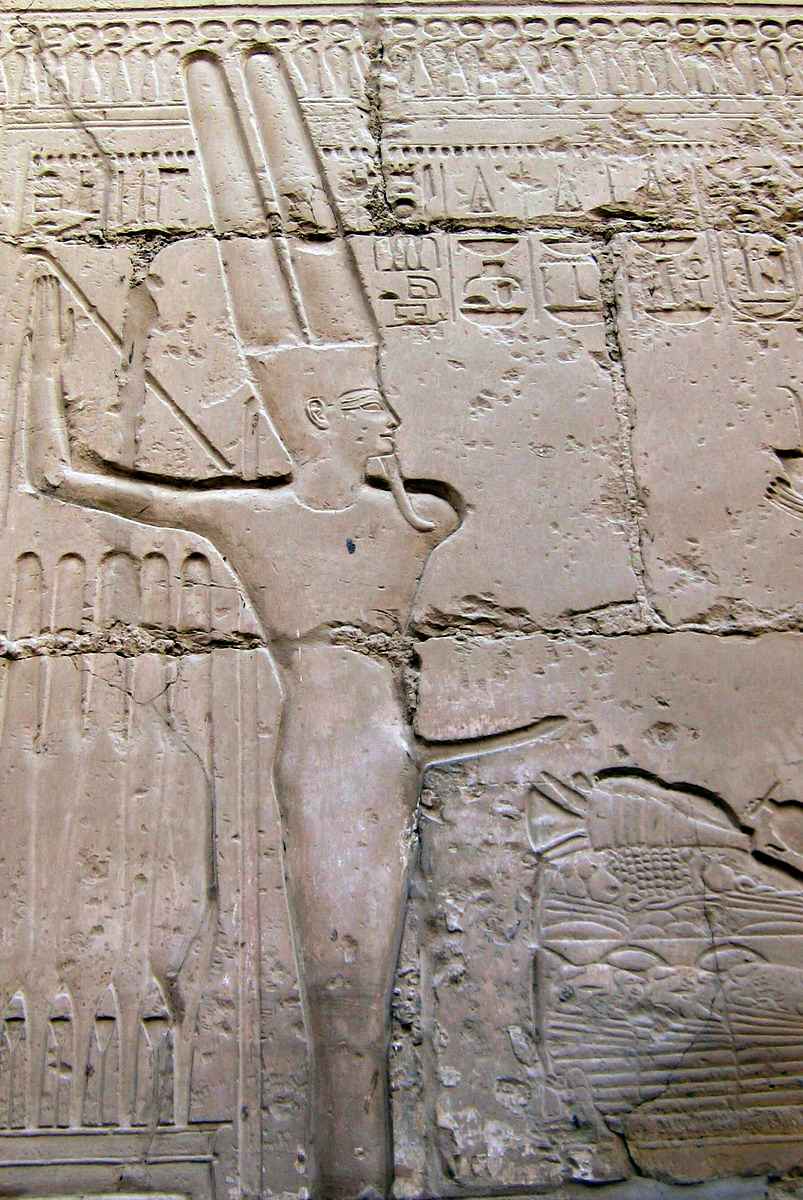
민의 벽화

## 같이 보기
- 메네스